# Induktiv effekt
Induktiv effekt är en effekt som påverkar polarisering av bindningar i molekyler. Den induktiva effekten kan delas upp i två delar: en rent induktiv effekt som verkar genom kovalenta bindningar och en fälteffekt som verkar genom rymden och lösningsmedels molekyler. De båda effekterna är svåra att särskilja och då de oftast sammanfaller brukar de gemensamt kallas induktiv effekt. 
Den induktiva effekten kan förklara skillnader i fysikalkemiska egenskaper i strukturellt likartade föreningar. Exempel på sådana egenskaper är reaktivitet i aromatiska system, nukleofiliciet och pKa.

## Teori
Olika grundämnen kovalent bundna till varandra i en molekyl får en viss laddningsförskjutning på grund av deras olika elektronegativitet. Som exempel på detta kan kol–klor-bindningen tas, där kloren får en högre elektrontäthet än kol (Cδ+–Clδ–). Man kan använda väte som ett referenselement och relatera andra element och grupper till detta. De element/grupper som skjuter till elektroner mer än väte sägs ha en positiv induktiv effekt +I (till exempel alkylgrupper, karboxylat), medan ämnen som drar elektroner sägs ha en negativ induktiv effekt –I (till exempel halogener, arylgrupper). Detta ska inte förväxlas med den mesomera effekten som kommer av resonans. Denna laddningsförskjutning påverkar även en annan kolatom bunden till den första, då den första kolatomen och polariserar även denna bindning (och så vidare). Det är denna laddningsförskjutning som påverkar hela molekylen som kallas induktiv effekt. Den induktiva effekten avtar snabbt med avståndet.

## Några belysande exempel
Exempel på hur ökande elektronegativitet hos halogenen påverkar pKa (ökande syrastyrka):
CH3COOH < ICH2COOH < BrCH2COOH < ClCH2COOH < FCH2COOH
4,76 > 3,18 > 2,9 > 2,86 > 2,59
Exempel på hur ökande antal halogener påverkar pKa:
CH3COOH < ClCH2COOH < Cl2CHCOOH < Cl3CCOOH
4,76 > 2,86 > 1,48 > 0,7
Exempel på hur ökande avstånd från halogen påverkar pKa:
CH3CH2CH2COOH < ClCH2CH2CH2COOH <
CH3CHClCH2COOH < CH3CH2CHClCOOH
4,82 > 4,52 > 3,98 > 2,83